# Tanuf

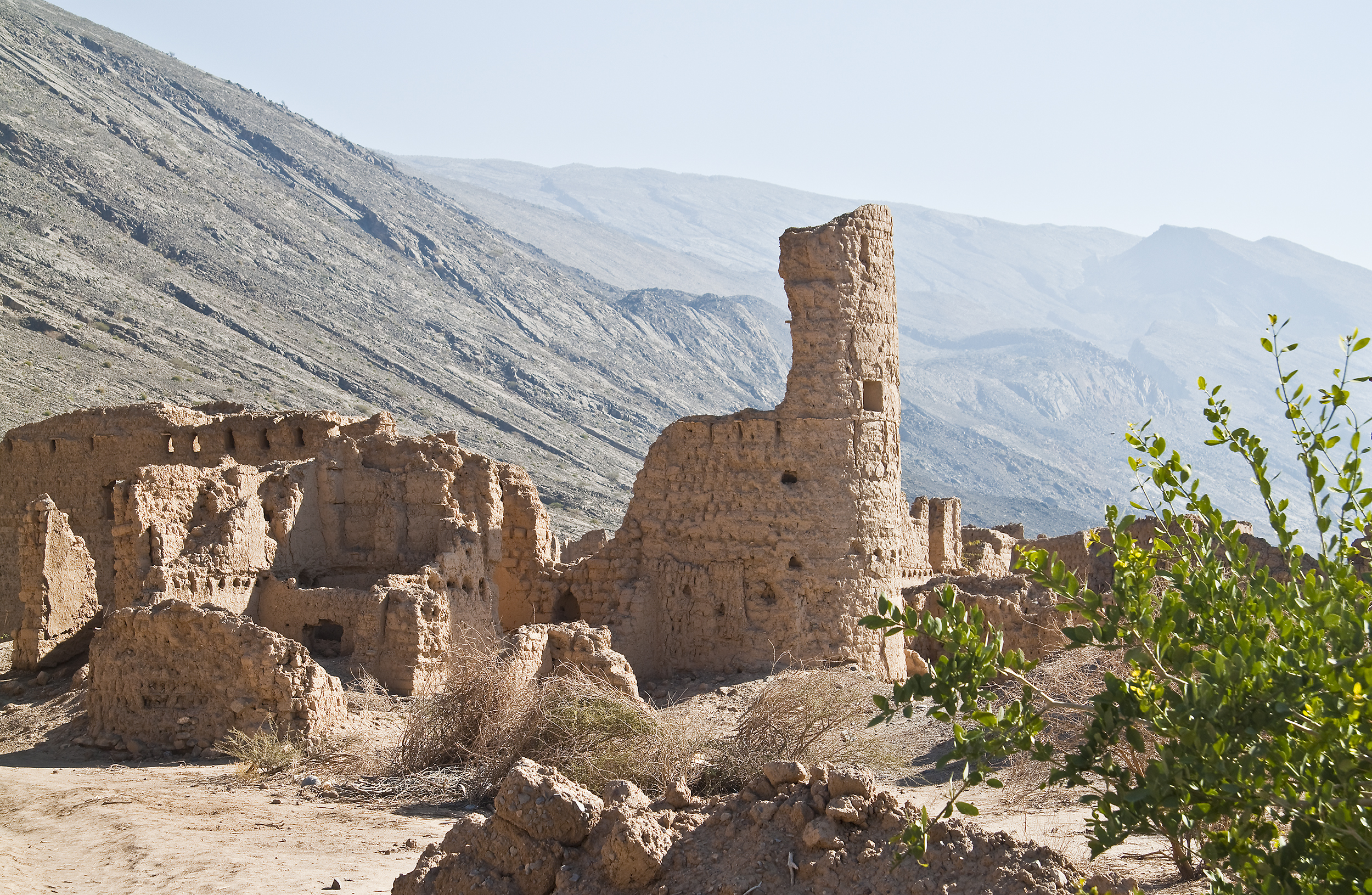
Ruines de l'ancien village de Tanuf

Tanuf est une localité du Sultanat d'Oman, située à flanc de plateau, au pied du djebel Akhdar entre Al Hamra et Nizwa, au nord de la région Ad-Dākhilīyah. Elle est constituée de l'ancien village partiellement en ruines, prisé des touristes, et d'une partie plus moderne liée à la présence d'une usine d'embouteillage d'eau minérale.

## Architecture
Le système d'irrigation connu sous le nom de falaj est très répandu au Sultanat d'Oman. Celui de Tanuf est assez particulier, dans la mesure où il est construit contre la falaise et surélevé jusqu'à une hauteur pouvant atteindre 10 m. D'une longueur de 200 m, le falaj a conservé pour l'essentiel son tracé d'origine, conçu il y a plus de 300 ans. Il est toujours utilisé. La mosquée est également conservée.

## Histoire
Pendant la révolte de la fin des années 1950, les rebelles avaient trouvé refuge dans le djebel Akhdar dont beaucoup étaient originaires, ce qui leur donnait une excellente connaissance du terrain, particulièrement difficile d'accès. Le sultan Saïd ibn Taimour, père de l'actuel sultan Qabus ibn Saïd, sollicita l'aide militaire des Britanniques, mais leurs efforts conjoints échouèrent dans un premier temps. Après de nouveaux incidents, deux escadrons des forces spéciales du SAS furent mis à contribution. C'est dans le cadre de ces opérations que le village fut bombardé le 27 juillet 1957 par des avions De Havilland Venom de la Royal Air Force, en l'absence de ses habitants, prévenus,.

## Économie
La localité est connue pour son eau minérale provenant du wadi tout proche. Elle est mise en bouteille sur place et distribuée dans tout le pays. Quelques habitations modernes se sont construites à proximité de l'usine. Beaucoup de villageois occupent un emploi à Nizwa, la grande ville voisine.